# ركام حصى

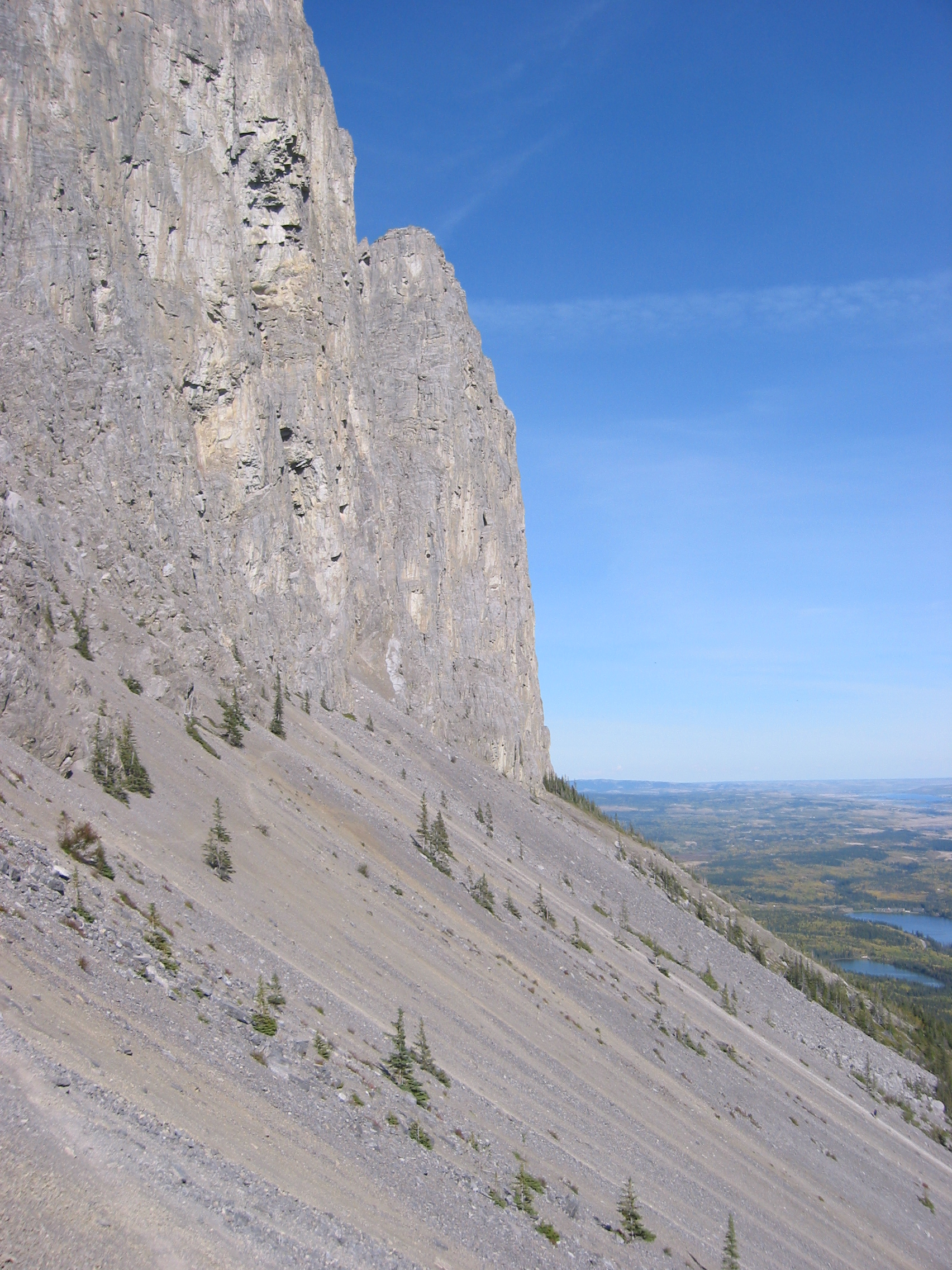
ركام حصى لمنحدر جبلي في ألبرتا، كندا.

ركام الحصى (بالإنجليزية: Scree)‏، هي مجموعة من الشظايا الصخرية الزاوية الني تراكمت وسقطت أسفل صخرة أو حائط صخري أو المنحدرات الجبلية والبراكين. وينتج بنسبة كبيرة عن التجوية والسقوط اللاحق للصخرة.